# Formación Tordillo
La Formación Tordillo es una unidad litoestratigráfica depositada durante el Kimmeridgiano (Jurásico tardío) , ubicada en la Cuenca Neuquina, en la región centro occidental de Argentina. Es la unidad basal del Grupo Mendoza, y está compuesta por areniscas, conglomerados y fangolitas que llegan a presentar una potencia de hasta 800 m.

La unidad presenta un excelente afloramiento en la Sierra de Vaca Muerta, específicamente en la localidad de Mallín Quemado, donde constituye el núcleo del anticlinal allí aflorante. También puede observarse en la margen derecha del arroyo Covunco, en ambas márgenes del arroyo Mulinchico y en el río Agrio. Los sedimentos que constituyen la Formación Tordillo han sido asociados a ambientes sedimentarios que abarcan abanicos aluviales, fluviales, eólicos, lacustres, fluviales efímeros y de playa-lake.

La base de la Formación Tordillo se encuentra en discordancia con las unidades infrayacentes, las que corresponden a la Formación La Manga o Auquilco según la posición geográfica dentro de la cuenca. Por encima se encuentra la Formación Vaca Muerta con la cual limita de manera transicional.